# Шипочане
Шипочане (болг. Шипочане) — село в Болгарии. Находится в Софийской области, входит в общину Самоков. Население составляет 168 человек.

## Политическая ситуация
Шипочане подчиняется непосредственно общине и не имеет своего кмета.
Кмет (мэр) общины Самоков — Ангел Симеонов Николов (Болгарская социалистическая партия (БСП)) по результатам выборов в правление общины.